# Andrey Sukhovetsky
Andrey Aleksandrovich Sukhovetsky (Novosibirsk, 27 de junho de 1974 – Oblast de Donetsk, 2 de março de 2022) foi um general russo que morreu na Invasão da Ucrânia pela Rússia em 2022.

## Biografia
Sukhovetsky nasceu em 27 de junho de 1974. Ele se formou na Escola Superior de Comando Aerotransportado da Guarda de Ryazan em 1995. Ele inicialmente serviu como comandante de pelotão antes de subir gradualmente nas fileiras. Ele serviu em operações militares no norte do Cáucaso e lutou na Abkhazia durante a Guerra Russo-Georgiana de 2008. Sukhovetsky posteriormente participou da intervenção militar russa na guerra civil síria, e foi condecorado por seu papel na anexação da Crimeia pela Federação Russa em 2014. De cerca de 2018 a 2021, Sukhovetsky liderou a 7ª Divisão de Ataque Aéreo de Montanha da Guarda.
Promovido a major-general, Sukhovetsky foi nomeado vice-comandante do 41º Exército de Armas Combinadas em outubro de 2021. Nessa função, ele lutou na invasão da Ucrânia pela Rússia em 2022. Ele também liderou as tropas Spetsnaz durante a invasão. De acordo com fontes ucranianas, ele foi morto em combate na Ucrânia em 2 de março. A morte de Sukhovetsky foi confirmada no VKontakte pelo deputado da Combat Brotherhood, um grupo de veteranos russos.